# Ноздроватые
Ноздроватые (Ноздреватые, Ноздроватые-Звенигородские, Ноздроватые-Токмаковы) — русский княжеский род, происходящий от князей Звенигородских, бывших удельных князей Звенигородского княжества из Звенигорода-на-Оке. Рюриковичи.
Род внесён в Бархатную книгу.

## Происхождение и история рода
Происходят от носившего прозвище Ноздроватый князя и окольничего Василия Ивановича (XVII колено от Рюрика), сына Ивана Александровича Большого. От старшего сына Василия Ивановича — Ивана Васильевича Токмака-Ноздроватого произошли князья Токмаковы (Токмаковы-Звенигородские, Ноздреватые-Токмаковы), а от младшего сына Петра Васильевича продолжились князья Ноздроватые.

## Известные представители
- Князь Токмаков Иван Васильевич — воевода в разных полках (1581—1582).
- Князь Ноздроватый, Василий Петрович — сын боярский и голова при Иване Грозном.
- Князь Ноздроватый, Григорий Андреевич — дворянин московский и воевода при Иване Грозном
- Князь Ноздроватый, Михаил Васильевич — воевода при Иване Грозном и Фёдоре Ивановиче.
- Княжна Мария Васильевна — в супружестве: в 1-м браке за князем Дмитрием Петровичем Елецким; во 2-м браке за бояриным князем № Владимировичем Долгоруким.
- Князь Токмаков Юрий Иванович — воевода в Дедилове и в Туле (1556), Шацке (1559), Невеле (1563), окольничий (1573), воевода у наряда (1574), умер († 1578).
- Князь Токмаков Василий Иванович — наместник в Путивле (1556), упоминается в разрядных книгах (1559).
- Князь Ноздроватый Василий Петрович — полковой голова (1559), воевода у Николы Зарайского (1564), осадный голова там же (1565—1566).
- Князь Токмаков-Ноздроватый Иван Юрьевич — воевода в разных полках и городах (1585), Мценске (1587—1598), Пронске (1590).
- Князь Ноздроватый Михаил Васильевич — воевода в разных полках и городах (1577—1591), Болохове (1598).
- Князь Ноздроватый Григорий № — объезжий голова в Москве (1601—1602).
- Князь Ноздроватый Борис Иванович — московский дворянин (1636—1658)[2], состоял на службе при царице (1640—1658 и 1654—1655).
- Князь Ноздроватый Никита Борисович — на службе при царе (1650—1652).